# آهانا کومرا
آهانا کومرا (به انگلیسی: Aahana Kumra) بازیگر هندی است.
از کارهای معروف او می‌توان به بازی در فیلم تصادف نخست‌وزیر و خداحافظ اشاره کرد.